# Marsdenia suberosa
Marsdenia suberosa là một loài thực vật có hoa trong họ La bố ma. Loài này được (E. Fourn.) Malme mô tả khoa học đầu tiên năm 1900.